# Антиметаболіти
А́нтиметаболі́ти — сполуки, близькі хімічною будовою до метаболітів (речовин, що утворюються в процесі обміну), але відмінні від них своєю біологічною дією.
Більшість антиметаболітів — синтетичні сполуки, деякі зустрічаються в природі. При надходженні в організм антиметаболіти можуть займати місце метаболітів, що порушує обмін речовин. Найважливішими є антиметаболіти сполук, які активують і регулюють біохімічні процеси та фізіологічні функції організму—вітамінів, гормонів тварин і рослин. Тепер знайдено антивітаміни, тобто антиметаболіти майже всіх відомих вітамінів. Якщо антиметаболіт порушує життєво важливі процеси обміну, він може спричинитися навіть до загибелі організму. На цьому ґрунтується застосування багатьох антисептичних засобів та речовин, що використовуються для боротьби з шкідливими комахами, гризунами, бур'янами та ін.
За механізмом дії до антиметаболітів належать сульфаніламідні препарати, ПАСК, деякі антибіотики.